# Omer Golan
Omer Golan (Hebreeuws: עומר גולן) (Holon, 4 oktober 1982) is een Israëlische voetballer. Hij speelt als aanvaller voor Maccabi Petah Tikva en voor de Israëlische nationale ploeg.

## Clubcarrière
In december 2007 werd Omer Golan naar Europa getransfereerd, de Belgische club Sporting Lokeren OV betaalde naar schatting 1 miljoen dollar aan zijn voormalige club, Maccabi Petah Tikva. Een van zijn eisen in het contract is dat hij kan vertrekken wanneer een grotere club hem een contract aanbiedt. Verschillende Belgische topclubs zoals Anderlecht en Standard evenals enkele Engelse clubs, wilden hem transfereren, maar hij heeft uiteindelijk getekend in Lokeren, waarschijnlijk doordat Lokeren aanzienlijk hogere lonen aanbood. In de zomer van 2010 was hij overbodig geworden bij KSC Lokeren, zodat hij terugkeerde naar Maccabi Petah Tikva.

## Carrière
| seizoen   | club                 | land   | klasse             | wedstr | goals |
| --------- | -------------------- | ------ | ------------------ | ------ | ----- |
| 2000/2001 | Maccabi Petach Tikva | Israël | Ligat Ha'Al        | 3      | 0     |
| 2001/2002 | Maccabi Petach Tikva | Israël | Ligat Ha'Al        | 6      | 0     |
| 2002/2003 | Maccabi Petach Tikva | Israël | Ligat Ha'Al        | 24     | 3     |
| 2003/2004 | Maccabi Petach Tikva | Israël | Ligat Ha'Al        | 30     | 13    |
| 2004/2005 | Maccabi Petach Tikva | Israël | Ligat Ha'Al        | 30     | 9     |
| 2005/2006 | Maccabi Petach Tikva | Israël | Ligat Ha'Al        | 28     | 10    |
| 2006/2007 | Maccabi Petach Tikva | Israël | Ligat Ha'Al        | 27     | 9     |
| 2007/2008 | Maccabi Petach Tikva | Israël | Ligat Ha'Al        | 13     | 5     |
| 2007/2008 | Sporting Lokeren     | België | Jupiler Pro League | 15     | 5     |
| 2008/2009 | Sporting Lokeren     | België | Jupiler Pro League | 29     | 6     |
| 2009/10   | Sporting Lokeren     | België | Jupiler League     | 11     | 0     |
| 2009/10   | Sporting Lokeren     | België | Play-Off II A      | 3      | 2     |
| 2010/2011 | Maccabi Petach Tikva | Israël | Ligat Ha'Al        | 16     | 6     |
|           |                      |        | Totaal             | 234    | 68    |

Laatst bijgewerkt:19/02/11